# Communauté de communes du Val de Meurthe (Vosges)
Ne doit pas être confondu avec Communauté de communes du Val de Meurthe (Meurthe-et-Moselle).
La communauté de communes du Val de Meurthe (CCVM) est une ancienne communauté de communes française, qui était située dans le département des Vosges en région Lorraine.

## Histoire
Le 1er janvier 2014, elle fusionne avec la Communauté de communes de la Haute Meurthe et les communes de Saint-Dié-des-Vosges et Taintrux pour former la Communauté de communes des Vallées de la Haute Meurthe.

## Composition
Elle comprenait 3 communes :
- Anould (siège)
- Saint-Léonard
- Saulcy-sur-Meurthe

## Administration
Le Conseil communautaire est composé de 21 délégués, dont 5 vice-présidents.
| Période                                  | Période          | Identité        | Étiquette | Qualité                                                                       |
| ---------------------------------------- | ---------------- | --------------- | --------- | ----------------------------------------------------------------------------- |
| Les données manquantes sont à compléter. |                  |                 |           |                                                                               |
| 1993                                     | 1995             | Alain Schieffer | DVG       | Maire d'Anould (1983-1995) Médecin                                            |
| 1995                                     | 2001             | Claude Pierret  |           | Conseiller municipal de Saint-Léonard                                         |
| 2001                                     | 2008             | Jacques Jallais | DVD       | Maire de Saulcy-sur-Meurthe (depuis 2008)                                     |
| 2008                                     | avril 2008       | Jacky Choserot  |           | Maire de Saint-Léonard (1995-2008) (décède quelques jours après son élection) |
| avril 2008                               | 1er janvier 2014 | Alain Demange   |           | Conseiller municipal d'Anould                                                 |